# Маймъярви
Маймъярви — озеро на территории Поросозерского сельского поселения Суоярвского района Республики Карелии.

## Общие сведения
Площадь озера — 1,1 км², площадь водосборного бассейна — 595 км². Располагается на высоте выше 154,6 метров над уровнем моря.
Форма озера двухлопастная, продолговатая: вытянуто с северо-востока на юго-запад. Берега каменисто-песчаные, с юго-запада — возвышенные, с северо-востока — преимущественно заболоченные.
Через озеро течёт река Безглазая (в нижнем течении — Гумарина), которая, беря начало из Котчозера, протекает через цепочку озёр Таразмо (с притоком реки Юнгаса) → Совдозеро → Хейзъярви → Руагъярви → Маймъярви → Пейярви, после чего впадает в реку Ломнезерку, впадающую в озеро Селецкое.
В юго-западном плёсе озера расположены два острова без названия небольшой площади.
Западнее озера проходит просёлочная дорога, ответвляющаяся от дороги местного значения 86К-9 («Паданы — Совдозеро (через Сельги, Гумарино)»).
Код объекта в государственном водном реестре — 02020001111102000007277.